# アイドル画像板
アイドル画像板（アイドルがぞういた）はインターネット上の匿名掲示板5ちゃんねる（旧2ちゃんねる）の外郭のPINKちゃんねるの電子掲示板の一つで2020年11月に閉鎖された。

## 概要
主に女性アイドルの画像、動画の情報を取り扱う板。不適切なタイトルのスレッドが立てられることが多く、問題となっている。

## 歴史
- 2004年4月12日 - PINKちゃんねるに移転
- 2011年11月8日 - 忍法帖vipタイプ導入

- 2020年11月4日 - 閉鎖[1]